# Франс Пресс
Аге́нтство Фра́нс Пре́сс (произносится «Прэ́сс») (фр. Agence France-Presse, AFP) — французское информационное агентство. Основано в 1944 году. Преемник старейшего в мире агентства Гавас.

## История
Современное агентство (Agence France-Presse, AFP) было создано в 1944 году, в результате слияния существовавших во время войны деголлевского агентства в Лондоне и находившегося на контролируемой французскими силами территории Северной Африки агентства «Франс Африк». В качестве базы для создания Франс Пресс послужило существовавшее до войны агентство «Гавас», деятельность которого была запрещена за коллаборационизм (к концу войны был принят закон, запрещающий коллаборационистскую прессу — то есть, все газеты и журналы, которые продолжали издавать после 1942 года). Правительство, во главе с генералом Де Голлем, разогнало агентство, так как оно «запятнало» себя сотрудничеством с оккупационными властями, при этом Франции необходимо было информационное агентство, способное достойно представлять интересы страны в мире и снабжать французскую прессу информацией. Деятельность агентства «Франс-Пресс» должна была способствовать укреплению репутации Франции в международной жизни, как страны, обладающей высокоразвитым информационным потенциалом.
В отличие от своих конкурентов, AFP остаётся в значительной степени под контролем французского правительства. Согласно закону, принятому в 1957 году, агентство не имеет права выставлять в открытую продажу свои акции, а также обязано предъявлять правительству Франции сбалансированный финансовый отчёт на каждый год.
В 1997 году AFP дебютировало в интернете, запустив службу по финансовым информации, совместно с ведущим французским брокером Groupe Roussin. В том же году компания начала создавать свой фотоархив, один из крупнейших в мире архив с изображениями.
Сейчас является одним из самых крупных в мире ИА.

## Управление и организация
Является частной организацией с особым уставом, действующая по коммерческим правилам (Organisme privé à statut particulier, fonctionnant selon les règles commerciales). Не имеет акционеров. Возглавляется советом директоров (conseil d’administration), состоящим из 16 членов, 8 из которых представляют директоров ведущих газет (2 — от Синдиката ежедневной национальной прессы, 2 — от Синдиката ежедневной региональной прессы, 1 — от Синдиката ежедневной департаментальной прессы), 2 избирается сотрудниками, 2 представляют французское радио и телевидение (на данный момент это президент национальной компании «Франс Медиа Монд» и директор «Франс Энфо»), 1 премьер-министром, 1 министром финансов, 1 министром иностранных дел и президента (président directeur général) избираемого самим советом директоров.
Штаб-квартира AFP расположена в Париже.
Распространяет информацию в 150 странах.
Имеет международные отделения в Вашингтоне, Гонконге, Никосии и Монтевидео, а также бюро в 110 странах. Новости агентства доступны на французском, английском, арабском, испанском, немецком и португальском языках.
Член Европейского альянса агентств печати.
В своей международной практике агентство «Франс-Пресс» широко применяет концепцию «франкофонии». В данном аспекте деятельность АФП продолжает языковую политику Франции в мире. Деятельность АФП вне франкофонного пространства ставит перед ним ряд задач, связанных с развитием собственных региональных структур, выпуская информацию на языке, где расположено бюро АФП. Такая деятельность необходима для снятия языкового барьера в нефранкоговорящих странах.

## AFP в Интернете
- Сайт afp.com на 6 языках (английском, французском, немецком, испанском, португальском и арабском)
- 6 страниц на YouTube на 6 языках
- 2 страницы в facebook на английском и французском языках
- 2 страницы в twitter на английском и французском языках

## Интересные факты
- В агентстве Гаваса получили первые навыки работы будущие основатели собственных информационных агентств — Бернхард Вольф и Пол Джулиус Ройтер.
- В ответ на «Сообщение агентства «Гавас» от 28 ноября 1939 года» газета «Правда» 30 ноября 1939 года опубликовала статью «О лживом сообщении агентства Гавас» с ответом Сталина на вопрос редактора газеты, как он относится к сообщению агентства о «речи Сталина», якобы произнесённой им «в Политбюро 19 августа», где проводилась мысль о том, что «война должна продолжаться как можно дольше, чтобы истощить воюющие стороны». Статья заканчивалась вопросом: «Что могут противопоставить этим фактам кафешантанные политики из агентства Гавас?» Некоторые историки ставят под сомнение сам факт заседания и считают текст речи фальшивкой[9].
- Жан-Пьер Мельвиль хотел снять триллер под названием «Франс-пресс» сообщает" (A.F.P. nous communique), в котором фигурировал бы президент французского консульства, умирающий от инфаркта в квартире своей любовницы. «Я уже снял двадцать минут, когда в 1958-м генерал Де Голль пришёл к власти. Для меня всё было кончено», — говорил Мельвиль[10].